# ریکشا

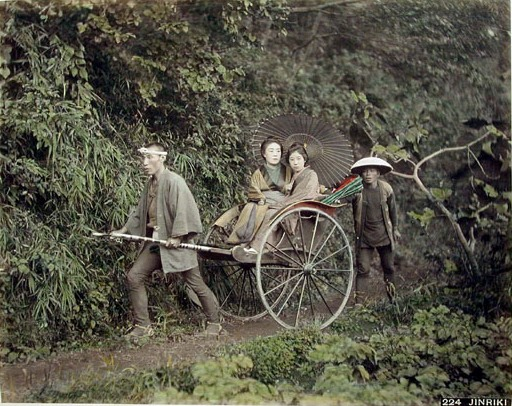
ریکشای ژاپنی، سال ۱۸۸۶

ریکشاها، گونه‌ای از وسایل حمل و نقل با نیروی انسان هستند: در ریکشاها گاریچی، گاری دوچرخی را می‌کشد که یک یا دو نفر در آن نشسته‌اند. 
ریکشا از آسیا برآمده‌است و بیش‌تر برای ترابری بزرگان به‌کار می‌رفته‌است. البته ریکشاها به دلیل تصادفات و برخوردهای بسیار، از مدت‌ها پیش در بسیاری از کشورهای آسیایی ممنوع شده‌اند.
ریکشاهای کشیدنی در آسیا، با ریکشاهای رکابی جایگزین شدند. از ریکشا در شهرهای کشورهای غربی همچون نیویورک هم استفاده می‌شود.

## واژه‌شناسی

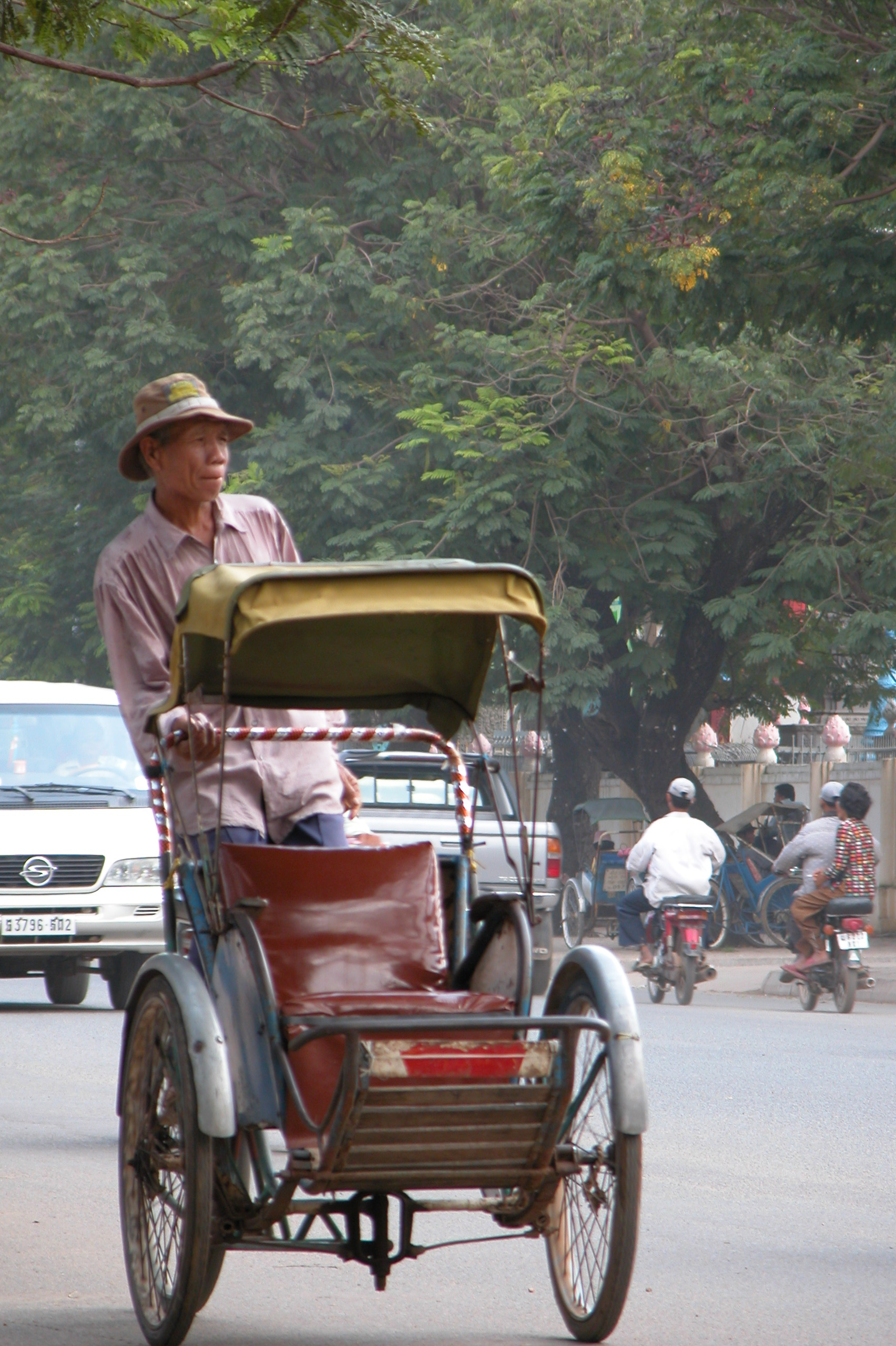
ریکشای رکابی

ریشهٔ واژهٔ ریکشا از واژۀ ژاپنی «جینریکیشا» (ریکشا «جینریکیشا» 人力車 = انسان «جین» 人، نیرو «ریکی» 力، وسیلهٔ نقلیه «شا» 車) است که به معنی «وسیلهٔ نقلیه با نیروی انسانی» می‌باشد.